# Emaar Misr for Development
Emaar Misr for Development S.A.E. ist ein ägyptisches Unternehmen mit Sitz in Kairo. Es ist ein führender Immobilienentwickler Ägyptens im gehobenen Segment und hat sich auf die Entwicklung und Förderung von Immobilienvermögen (hochwertige Wohnungen, Villen, Handelszentren, Freizeitzentren) spezialisiert.
Das Unternehmen verfügt (Stand 2024) über ein Portfolio der ausgeführten Projekte Uptown Cairo in Kairo, Mivida in Neu-Kairo, Marassi an der Nordküste und Cairo Gate im Westen von Kairo.
Es ist Mitglied im EGX 30 Index an der Egyptian Exchange. Mehrheitsaktionär ist die Emaar Properties PJSC, einer der größten Immobilienentwickler im Nahen Osten mit Sitz in den Vereinigten Arabischen Emiraten, mit 86,97 %.
Im Jahr 2024 wurde das Unternehmen auf Platz 16 der Forbes-Liste der 50 wertvollsten Unternehmen in Ägypten geführt.

## Geschichte
Emaar Misr for Development wurde 1997 von Mohamed Alabbar mit dem Ziel gegründet, den ägyptischen Immobilienmarkt mit hochwertigen Projekten zu bereichern. Das Unternehmen hat sich schnell einen Namen gemacht, indem es innovative und luxuriöse Wohn- und Gewerbeprojekte entwickelte. Der Börsengang an der Egyptian Exchange fand am 2. Juli 2015 statt. Die Aktie wird unter dem Ticker-Symbol EMFD.CA gehandelt. Die rasante Entwicklung des Unternehmens spiegelt der Umsatz wider, der sich von 2,6 Mrd. EGP im Jahr 2014 bis auf 15,1 Mrd. im Jahr 2023 gesteigert hat. Das Unternehmen will im Jahr 2025 Projekte im Wert von 1 Mrd. USD umsetzen.